# Disney Junior (Spagna)
Disney Junior è un canale televisivo spagnolo edito da Walt Disney Television Spagna che ha preso il posto di Playhouse Disney.

## Contenuti
Disney Junior trasmette programmi dal vecchio Playhouse Disney. Dopo un po' di anni il canale ha creato nuove serie eliminando quasi tutte quelle del vecchio Playhouse Disney.

### Disney Junior Original Series
- Dottoressa Peluche
- Sofia la principessa
- La casa di Topolino
- Art Attack
- 64 Zoo Lane